# 罗兰多·塔克
罗兰多·塔克（西班牙語：Rolando Tucker，1971年12月31日—），古巴男子击剑运动员。他曾获得1994年世界击剑锦标赛男子花剑个人冠军。他也参加了1996年和2000年两届夏季奥运会，其中在1996年夏季奥运会获得男子花剑个人铜牌。